# Tillandsia 'Veteran'
Tillandsia 'Veteran' es un  cultivar híbrido del género Tillandsia perteneciente a la familia  Bromeliaceae.
Es un híbrido creado con las especies Tillandsia fasciculata × Tillandsia bulbosa.